# Arctech Helsinki Shipyard
Arctech Helsinki Shipyard — судостроительная компания. В состав компании входит верфь Хиеталахти в Хельсинки, Финляндия. Предназначена главным образом для строительства ледоколов и других судов ледового класса для работы в арктических регионах. Девиз компании: We make you break the ice. Начала свою деятельность 1 апреля 2011 года.

## История
Основанное на паритетных началах совместное предприятие с STX Finland Oy получило свой первый заказ от Совкомфлота общей стоимостью 200 миллионов долларов на строительство двух снабженческих судов для нефтяных платформ компании Exxon Neftegas на Сахалине 16 октября 2010 года. В 2011 году в сотрудничестве с Росморречфлотом и финской Aker Arctic Technology компания разработало уникальный ледокол проекта Р-70202 стоимостью более 3 миллиардов рублей, ледокол «косого дизайна» с асимметричным корпусом и тремя винторулевыми колонками. В марте 2013 года изготовленный в Калининграде на Прибалтийском судостроительном заводе «Янтарь» корпус ледокола будет доставлен на верфь компании в Хельсинки с последующей передачей заказчику в декабре 2013 года.
19 декабря 2012 года был подписан срочный заказ с Министерством транспорта Российской Федерации на строительство ещё одного ледокола стоимостью свыше 100 миллионов долларов.
С декабря 2014 года 100 % акций Arctech Helsinki Shipyard принадлежит российской «Объединенной судостроительной корпорации».
С лета 2014 года компания попала под санкции в связи с событиями на Украине. В 2019 году Объединенная судостроительная корпорация продала компанию кипрской фирме Algador Holdings Ltd, принадлежащей российским бизнесменам.

## Список построенных компанией судов
См.также List of ships built at Hietalahti shipyard
| Название судна      | Год ввода в эксплуатацию | Тип                     | Статус         | Примечание                 | Изображение | Ссылка |
| ------------------- | ------------------------ | ----------------------- | -------------- | -------------------------- | ----------- | ------ |
| Витус Беринг        | 2012                     | Судно снабжения         | Сдан заказчику |                            |             |        |
| Алексей Чириков     | 2013                     | Судно снабжения         | Сдан заказчику |                            |             |        |
| Балтика             | 2014                     | Ледокол                 | Сдан заказчику |                            |             |        |
| Мурманск            | 2015                     | Ледокол                 | Сдан заказчику |                            |             |        |
| Polaris             | 2016                     | Ледокол                 | Сдан заказчику |                            |             |        |
| Геннадий Невельской | 2017                     | Судно снабжения         | Сдан заказчику |                            |             |        |
| Степан Макаров      | 2017                     |                         | Сдан заказчику |                            |             |        |
| Федор Ушаков        | 2017                     |                         | Сдан заказчику |                            |             |        |
| Евгений Примаков    | 2018                     |                         | Сдан заказчику | Заложен как Михаил Лазарев |             |        |
| Юрий Кучиев         | 2018                     | Газоконденсатный танкер | Сдан заказчику |                            |             |        |
| SH Minerva          |                          | Круизный лайнер         | Строится       |                            |             |        |
|                     | 2022 (план)              | Круизный лайнер         | Проектируется  |                            |             |        |
|                     | 2022 (план)              | Круизный лайнер         | Проектируется  |                            |             |        |